# Castelul Osaka

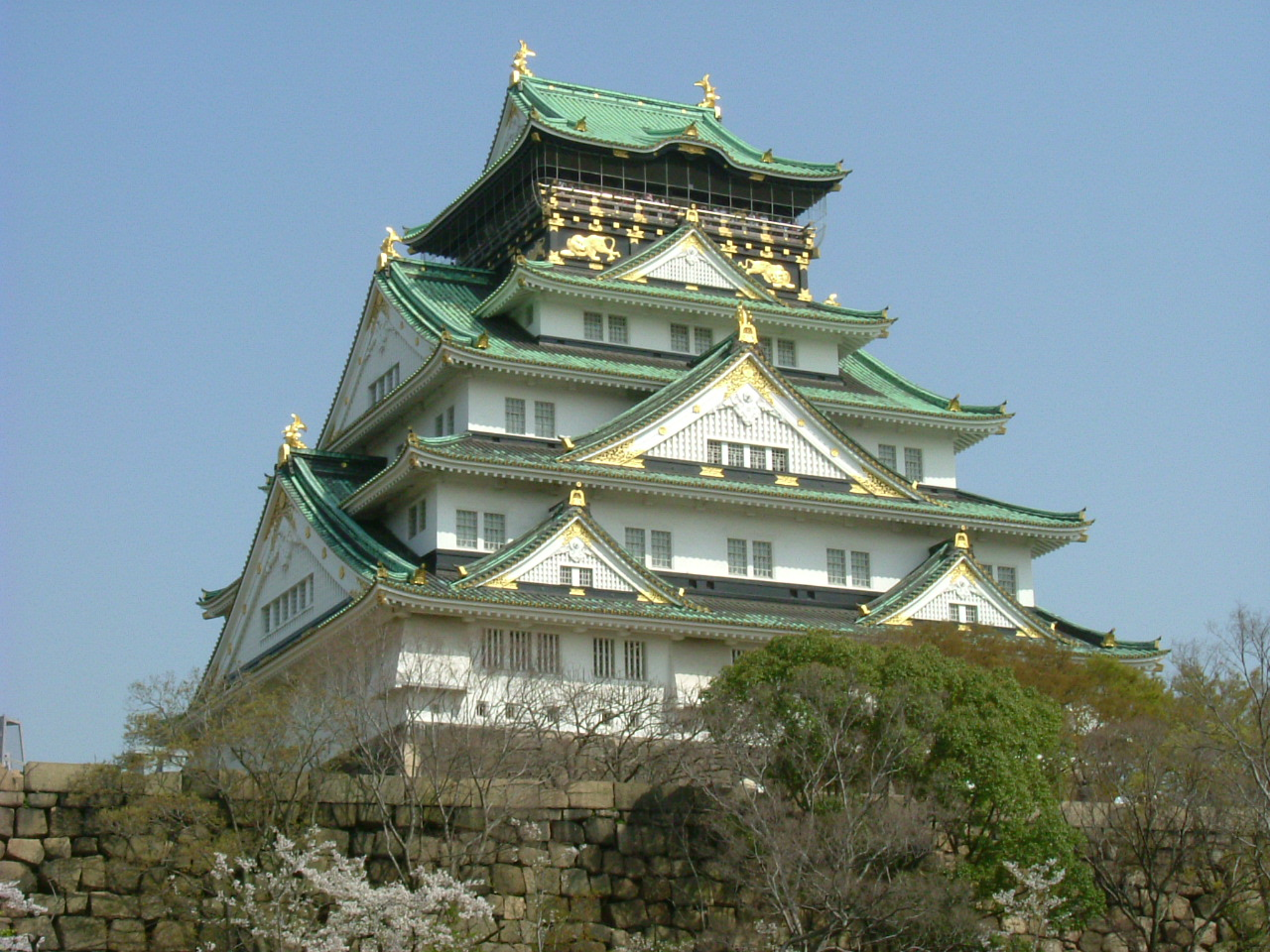
Turnul principal al Castelului Osaka

Castelul Osaka (inițial 大坂城, actualmente 大阪城 Ōsaka-jō?) este un castel situat în Japonia, în orașul Osaka, sectorul Chuo. Numit inițial Ozakajo, în secolul XVI, în  perioada Azuchi-Momoyama, castelul a jucat un rol important în unificarea politică a Japoniei. Astăzi Castelul Osaka este deschis publicului și este unul din cele mai cunoscute castele ale Japoniei.

## Istoria castelului

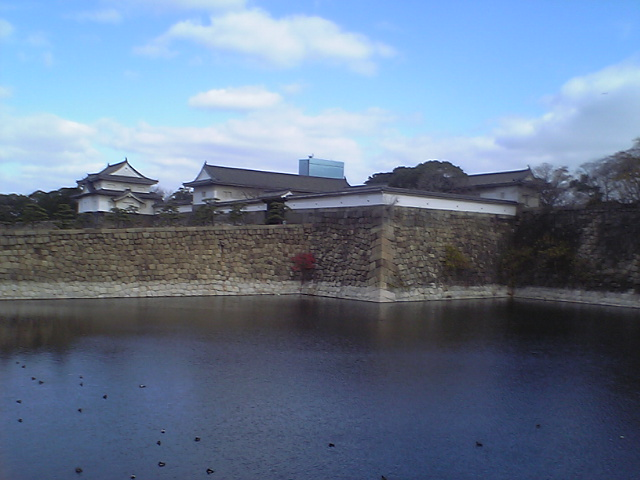
Intrarea Ōte-mon

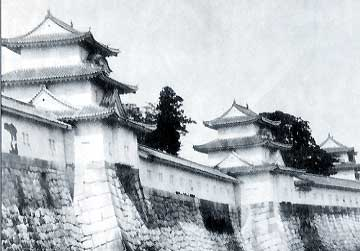
Castelul Osaka până la 1868

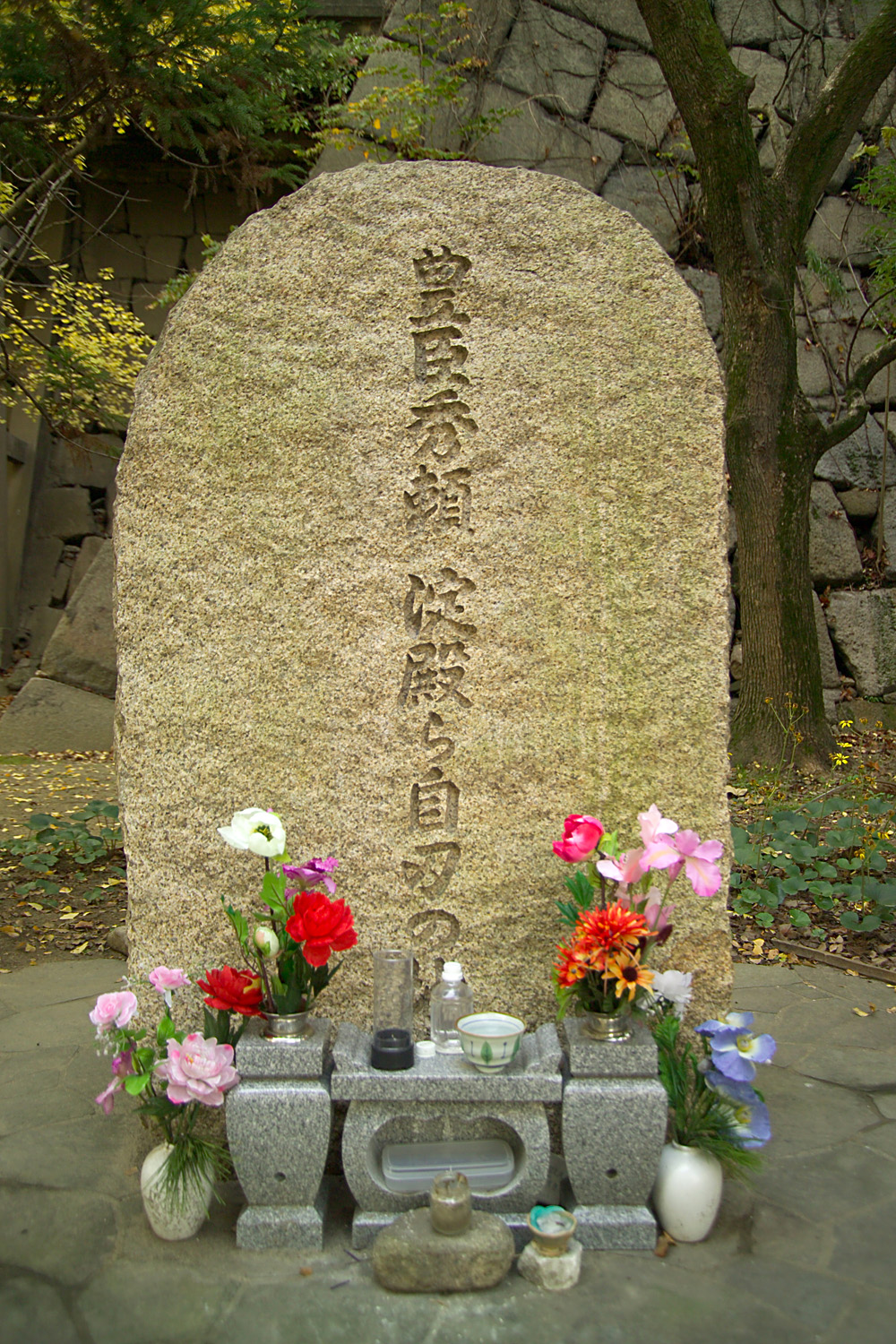
Această piatră marchează locul unde Toyotomi Hideyori și mama sa, Yodo-Dono, s-au sinucis după căderea Castelului Osaka

| 1496 | Secta budistă Jōdo Shinshū fondează o mănăstire pe ruinele vechiului palat imperial Naniwa, în nemijlocita apropiere a actualului castel. Cu timpul aceasta devine un mare templu buddhist, cunoscut ca Hongan-Ji (sau Ishi-Yama Hongan-Ji) |
| 1570 | Shogun-ul (autoritatea militară supremă a țării) Oda Nobunaga începe asedierea templului. |
| 1580 | Călugării din Hongan-Ji se predau și templul este demolat |
| 1583 | După moartea lui Oda Nobunaga, Hashiba (Toyotomi) Hideyoshi preia control politic și începe construcția castelului, care să devină reședința permanentă a conducătorilor țării. Pentru acesta este ales locul templului Ikkou-ikki din cadrul complexului monastic Ishi-Yama Hongan-Ji. Drept model servește Castelul Azuchi, reședința lui Oda Nobunaga. Planul include turnul principal cu cinci niveluri în sus și alte trei niveluri subterane |
| 1585 | Este construit turnul principal. Toyotomi continuă să extindă și să fortifice castelul, făcându-l mai greu de cucerit |
| 1598 | Construcția castelului este finalizată. Hideyoshi moare. Castelul Osaka îi revine fiului său, Toyotomi Hideyori |
| 1600 | Tokugawa Ieyasu învinge trupele lui Hideyori în Bătălia de la Sekigahara și formează propriul givern (bakufu) în Edo |
| 1614 | Tokugawa îl atacă pe Hideyori iarna, începând asedierea Castelului Osaka. Trupele lui Toyotomi, deși erau aproximativ de două ori mai puține, au reușit să reziste armatei lui Tokugawa (de circa 200.000 soldați) și să protejeze zidul exterior al castelului. Însă Tokugawa a slăbit capacitatea de protecție a castelului, acoperind cu pământ șanțul exterior al acestuia                                                                     |
| 1615 | Tokugawa asediază Castelul Osaka pentru a doua oară. Castelul cade și clanul Toyotomi dispare |
| 1620 | Noul shogun, Tokugawa Hidetada, începte reconstrucția și fortificarea castelului. El construiește un nou turn și atribuie construcția zidului exterior clanurilor de samurai. Zidul ridicat în anii 1620 există până în prezent. Multe pietre aduse de samurai păstrează simbolica familiilor care le-au cladit |
| 1660 | Din cauză descărcării electrice explodează depozitul de praf de pușcă, provocând incendiu în castel |
| 1665 | Din cauză descărcării electrice este ars turnul principal |
| 1843 | După decenii de uitare, castelul este reparat. Banii pentru reparație sunt adunați de la locuitorii regiunii |
| 1868 | O mare parte a castelului este arsă ca rezultat al războiului civil în legătură cu Restaurația Meiji. Sub conducerea guvernului Meiji, Castelul Osaka este transformat în cazarme pentru noua armată de tip occidental |
| 1928 | După o campanie de succes, condusă de primarul orașului Osaka cu scopul de a aduna banii necesari, turnul principal al castelului este reconstruit |
| 1945 | Atacurile aeriene deteriorează turnul nou-reconstruit |
| 1995 | Primăria orașului Osaka adoptă un alt proiect de reconstrucție cu intenția de a readuce turnul principal la splendoarea sa din perioada Edo |
| 1997 | Lucrările de restaurare sunt finalizate. Castelul este o reproducție în beton (inclusiv accensorul) a originalului, deși interiorul nu poartă nici o asemănare cu un castel japonez |

## Parcul castelului
Parcul Castelului Osaka, cu cei 1250 de arbori de prun japonez și 4500 de arbori de vișin, este un loc popular de petrecere a festivităților de primavară, legate de înflorirea sakurei. În fiecare toamnă aici se desfășoasră Festivalul Crizantemelor.

## Acces
Castelul se află la o distanță de 15-20 minute de mers de la orice stație:
Metro:
- Linia Tanimachi până la stația Tenmabashi (ieșirea 3) sau Tanimachi 4-chome (ieșirea 1-B)
- Linia Chuo până la stația Morinomiya (ieșirea 1 sau 3-B) sau Tanimachi 4-chome
- Linia Nagahori-Tsurumiryokuchi până la stația Osaka Business Park (ieșirea 1) sau Morinomiya (ieșirea 3-B)

Căile ferate JR:
- Linia "Loop" până la stația Morinomiya sau Osaka-jo Koen
- Linia Tozai până la stația Osaka-jo Kitazume

Căile ferate Keihan:
- Până la stația Tenmabashi

Autobuz municipal:
- până la stația Otemae sau Bamba-cho

## Galerie

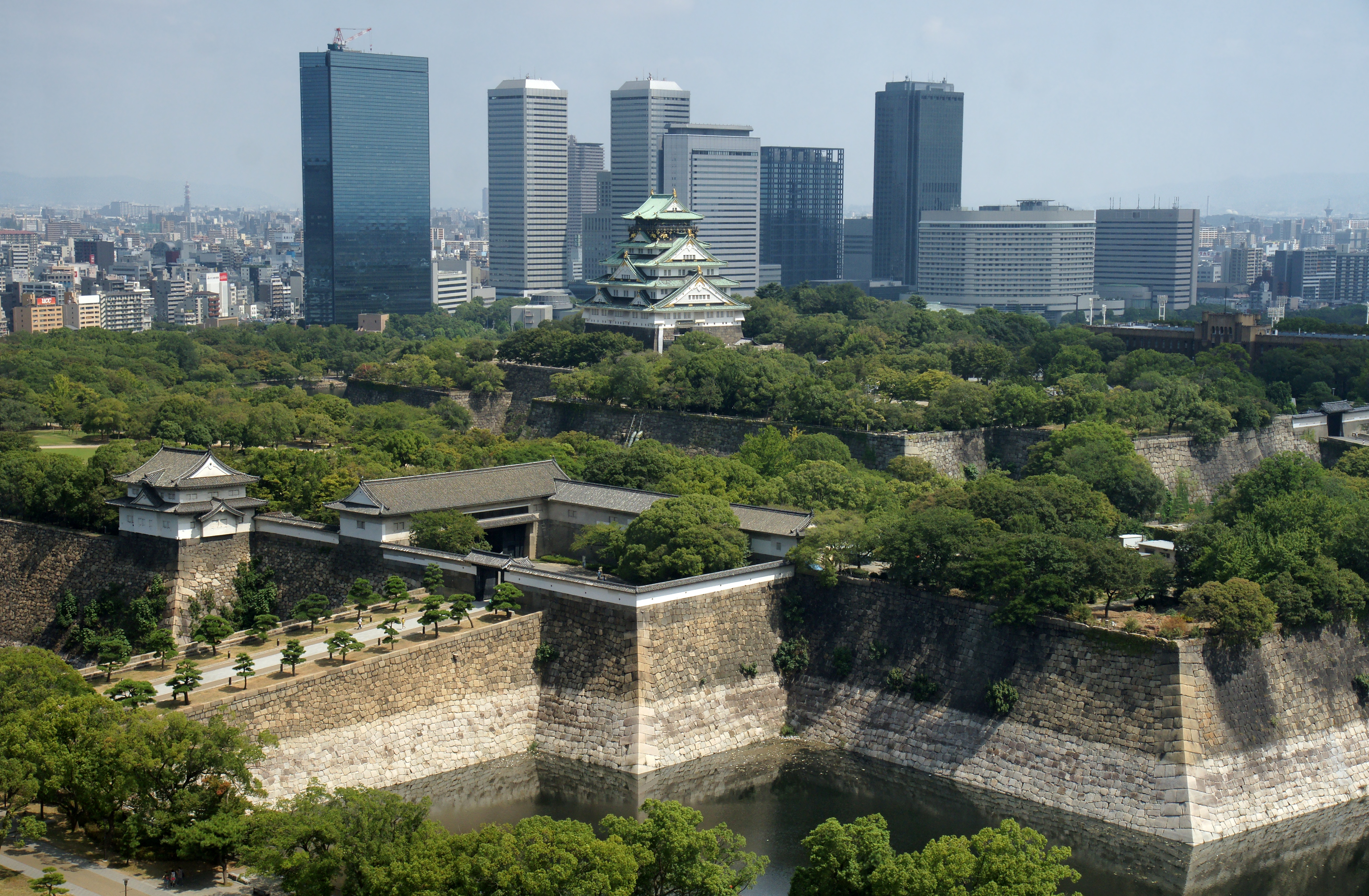
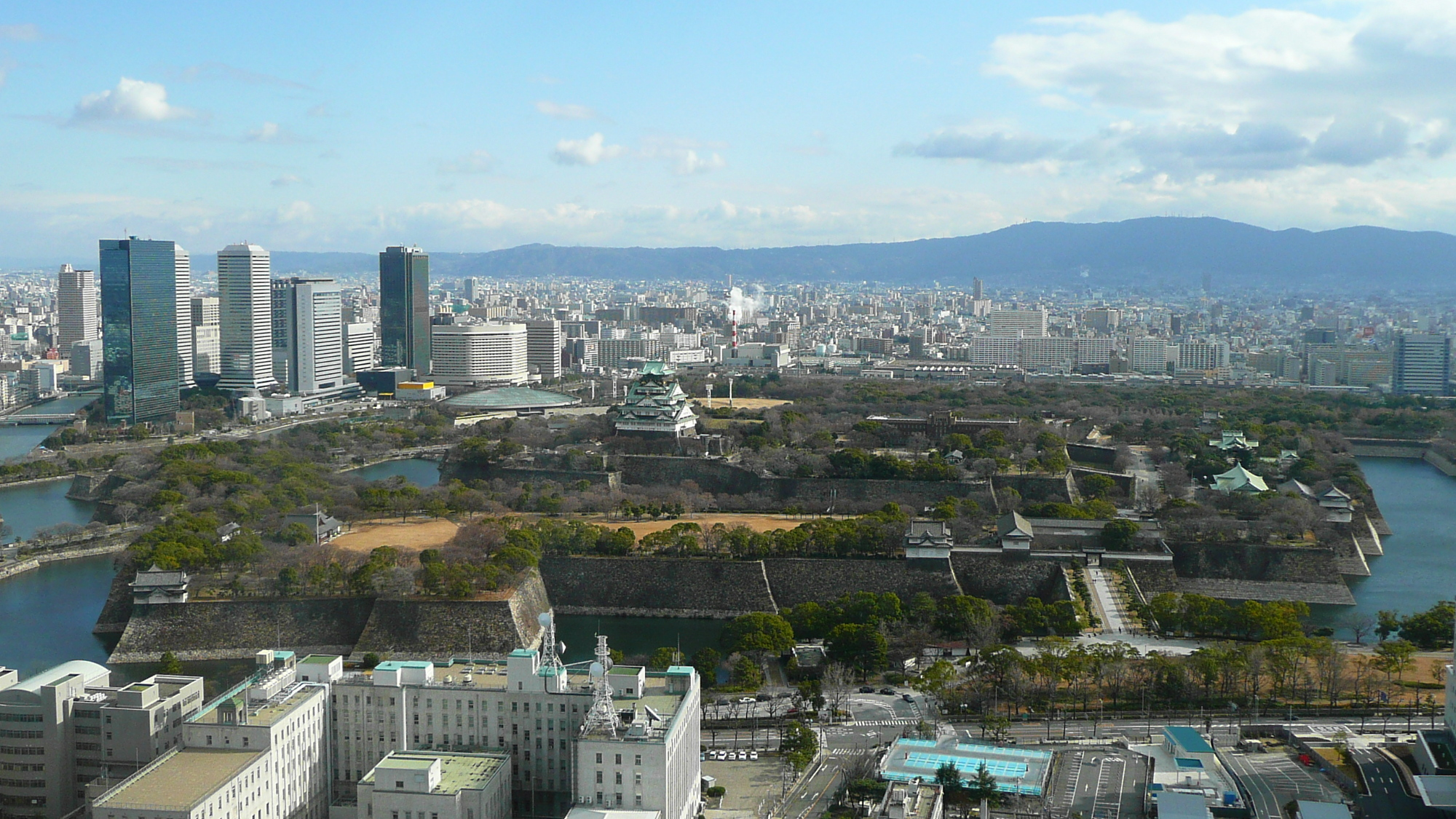
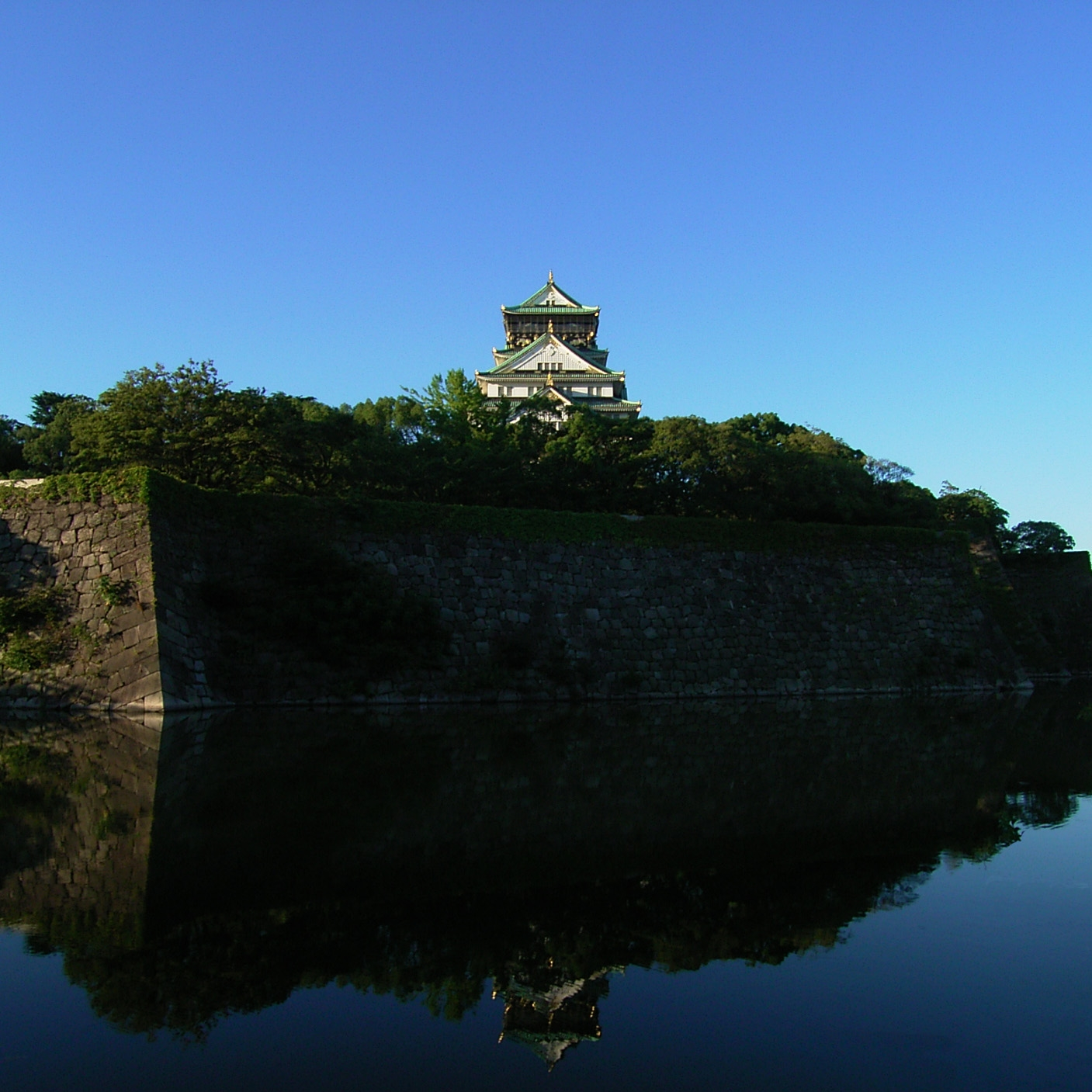
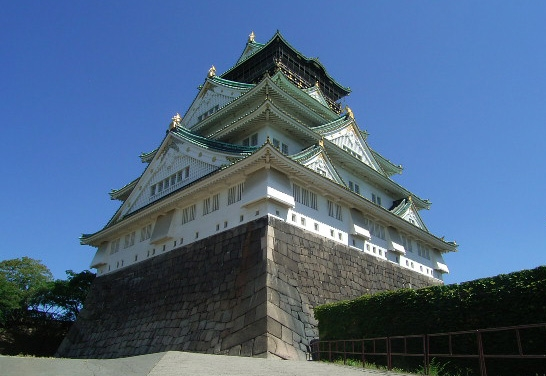
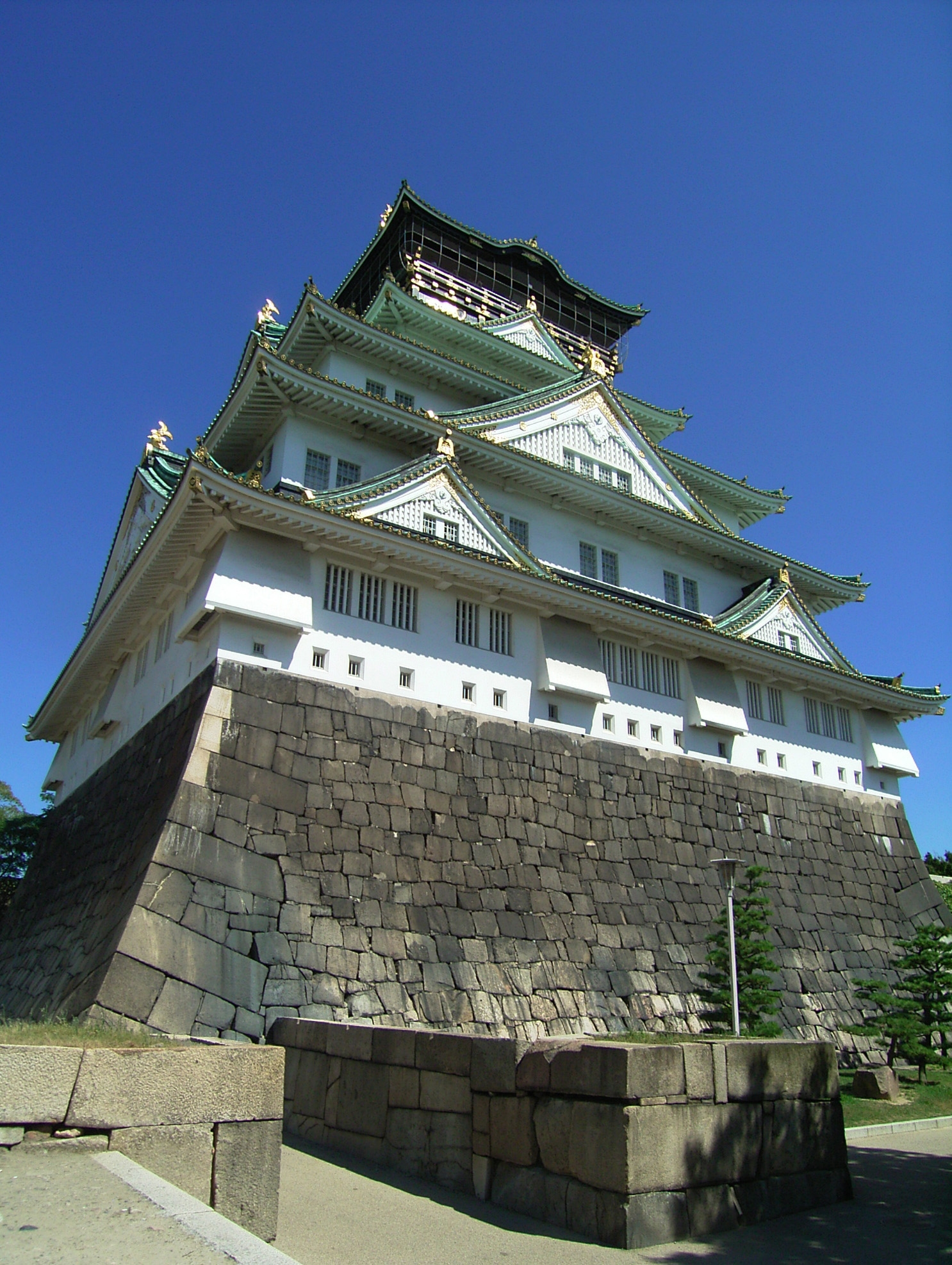
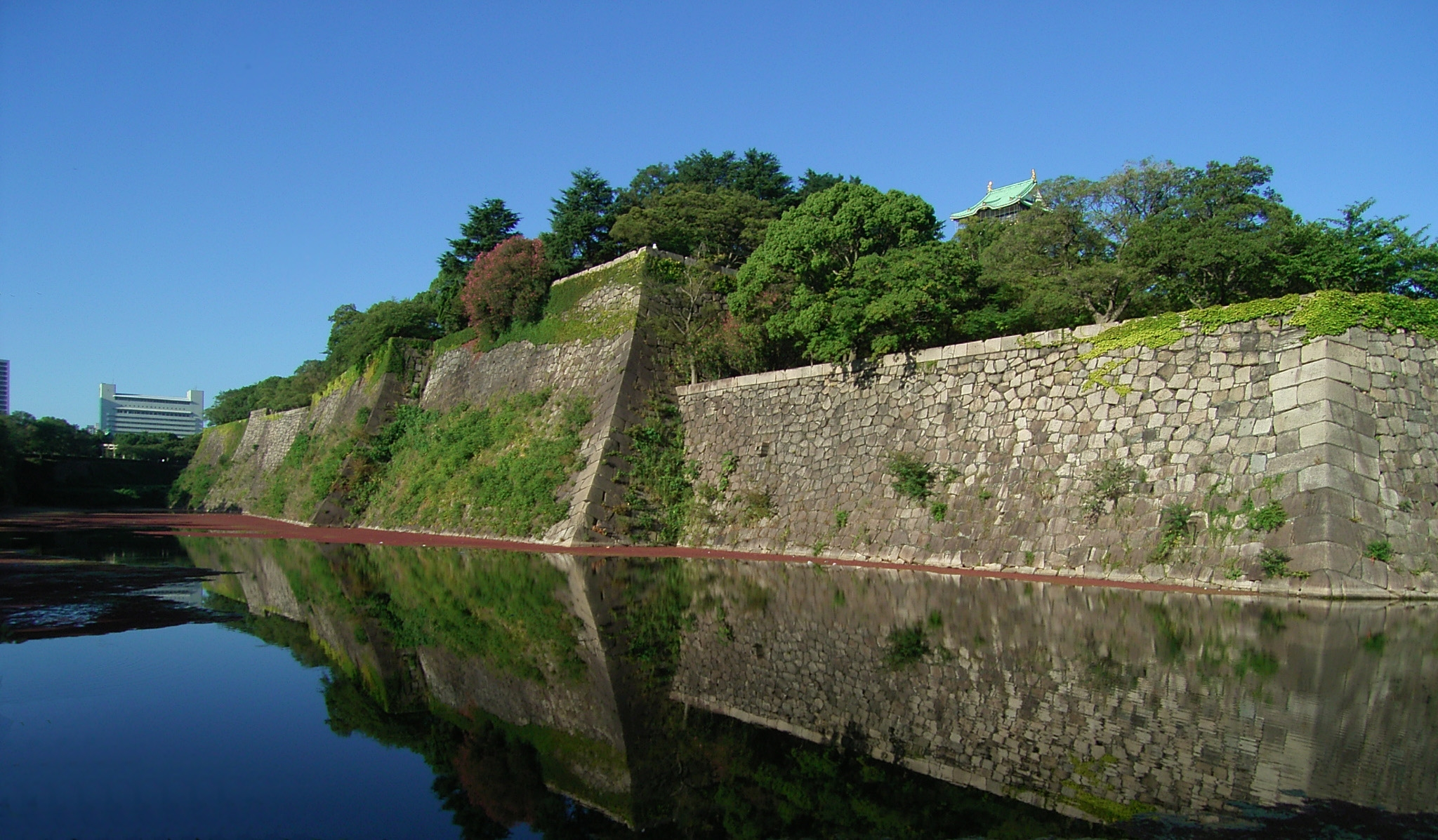